# Geoffrey de Freitas

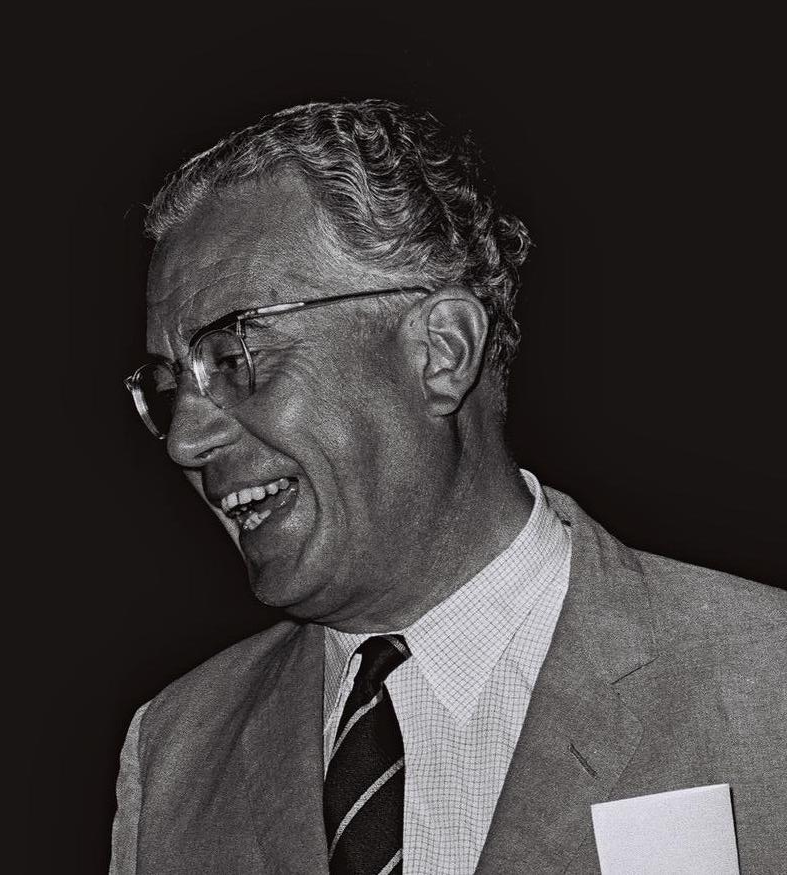
Geoffrey De Freitas, 1966

Sir Geoffrey Stanley de Freitas KCMG (* 7. April 1913; † 10. August 1982 in Cambridge) war ein britischer Politiker und Diplomat.

## Leben
Geoffrey de Freitas war der Sohn von Edith de Freitas und Anthony de Freitas. Nach dem Internat in Haileybury in England, studierte er Clare College, Cambridge. Zwei Jahre an der Yale gefolgt, mit einem Mellon Fellowship im Völkerrecht und im Jahr 1936 auf der Rückreise traf er seine zukünftige Frau.
1938 heiratete er Helen Graham Bell, mit der er drei Söhne und eine Tochter hatte.
Er übte in London den Beruf des Rechtsanwaltes aus und sammelte politische Erfahrung als Stadtrat von Shoreditch. Im Zweiten Weltkrieg war er Squadron Leader der Royal Air Force.
Nach 1945 lebte er mit seiner Familie in Loughton und Cambridge. 1945 bei den Wahlen zum House of Commons wurde er als Kandidat von Labour im Wahlkreis Nottingham Central gewählt.
Im Kabinett von Clement Attlee war er parlamentarischer Staatssekretär.
Als Staatssekretär für Luftfahrt nahm er an der Vollversammlung der Vereinten Nationen 1947 in Lake Success teil. Er war am Entwurf des Nordatlantikvertrages beteiligt und wurde in die Parlamentarische Versammlung der NATO eingebunden.
In den Wahlen von 1950 wurde de Freitas Mitglied des House of Commons für den Wahlkreis Lincoln. Er wurde Staatssekretär im Innenministerium und hielt im House of Commons beachtete Vorträge. Für eine Weile war Betty Boothroyd seine Assistentin und blieb ein Freund der Familie.
1957 saß er einer Konferenz der Hansard Society über parlamentarische Regierungen in Westafrika vor. Im Oktober 1961 wurde er Knight Commander des Order of St Michael and St George. Er schied am 20. Dezember 1961 aus dem House of Commons aus, indem er sich um die Sinekure des Stellvertreters und Vogts des Manor of Northstead bewarb. 1961 war er kurzzeitig Hochkommissar in Accra, Ghana. Es war die erste Ernennung zum Vertreter der Labourregierung in den jüngst unabhängig gewordenen, früheren britischen Kolonien.
Von 1963 bis 1964 war er Hochkommissar in Nairobi, Kenia. Dort versuchte er ein ostafrikanisches Bündnis aus Uganda, Tanganjika und Kenia zu unterstützen.
1964 nahm er das Angebot an, für die Labour Party im Wahlkreis Kettering zu kandidieren, an und kehrte nach England zurück. 1965 führte de Freitas die Labour-Delegation für den Europarat an und war von 1966 bis 1969 Vorsitzender des Europarates.
Von 1975 bis 1979 saß Sir Geoffrey im Europäischen Parlament.